# جامع الخضراء
جامع الخضراء يُعرف أيضًا باسم مسجد حصن سيدنا يعقوب أو حزن سيدنا يعقوب. هو جامع أثري يقع على المنحدرات السفلية لجبل جرزيم، في الربع الجنوبي الغربي من مدينة نابلس القديمة، في الضفة الغربية.

## التاريخ
يوجد في الزاوية الجنوبية الغربية لحارة الياسمينة بالقرب من عين العسل في موقع أثري قديم تعود أصوله إلى العصر الحجري الحديث، وتم إشغاله في عهد الرومان ببناء بازيليكا. وفي بداية الفتح الإسلامي للمدينة كان المكان مهدماً فشيد مسجد في هذا الموقع. بعد سقوط نابلس بيد الصليبيين، أقام هؤلاء كنيسة لهم في المكان ليقوم صلاح الدين الأيوبي بعد تحرير المدينة بإزالتها. أعيد بناء المسجد عام 1279 زمن السلطان المملوكي سيف الدين قلاوون سابع ملوك دولة المماليك.
وفقًا للتقاليد الإسلامية المحلية، يقع المسجد في الموقع الذي بكى فيه سيدنا يعقوب بعد أن عُرض عليه سترة يوسف الملطخة بدماءه، والتي تشير إلى أنه قد تعرض للضرب والقتل، ومن هنا جاء الاسم البديل للمسجد حزن سيدنا يعقوب. حسب التقاليد السامرية، كان مسجد الخضراء عبارة عن كنيس يهودي دمره الصليبيون، ويزعمون أن اسمه العربي الخضراء، وهو مشتق من المحلة الخضراء السامرية أي المكان الأخضر. حدد عالم الآثار مايكل آفي يونا مسجد الخضراء بالمعبد اليهودي الذي بناه رئيس الكهنة السامري أكبون عام 362 م.
أعيد بناء الكنيس عام 1137 على يد آب جيلوغا، وهو سامري من عكا، ويعتقد العديد من العلماء الغربيين، بسبب أمثلة العمارة القوطية في أجزاء من المسجد الحالي، أنه في سبعينيات القرن الحادي عشر، كانت هناك كنيسة صليبية وبرج جرس، ويسجل الجغرافي العربي ياقوت الحموي أنه في عام 1225 عندما كانت نابلس تحت الحكم الأيوبي، تم ترميم المباني لتصبح كنيسًا سامريًا، أشار إليه بـاسم الجامع الكبير الذي يقدسه السامريون، ومن المحتمل أنه من هذا العصر ظهرت النقوش السامرية على جدار المئذنة. عام 1242، ألحق فرسان الهيكل أضرارًا بالمبنى، الذي دمره المغول لاحقًا في عام 1260، وقد تم تحويله إلى مسجد عام 1290 على يد المماليك في عهد السلطان قلاوون، ويشبه البناء في معظمه العمارة المملوكية، وتمت إضافة المحراب للجامع.

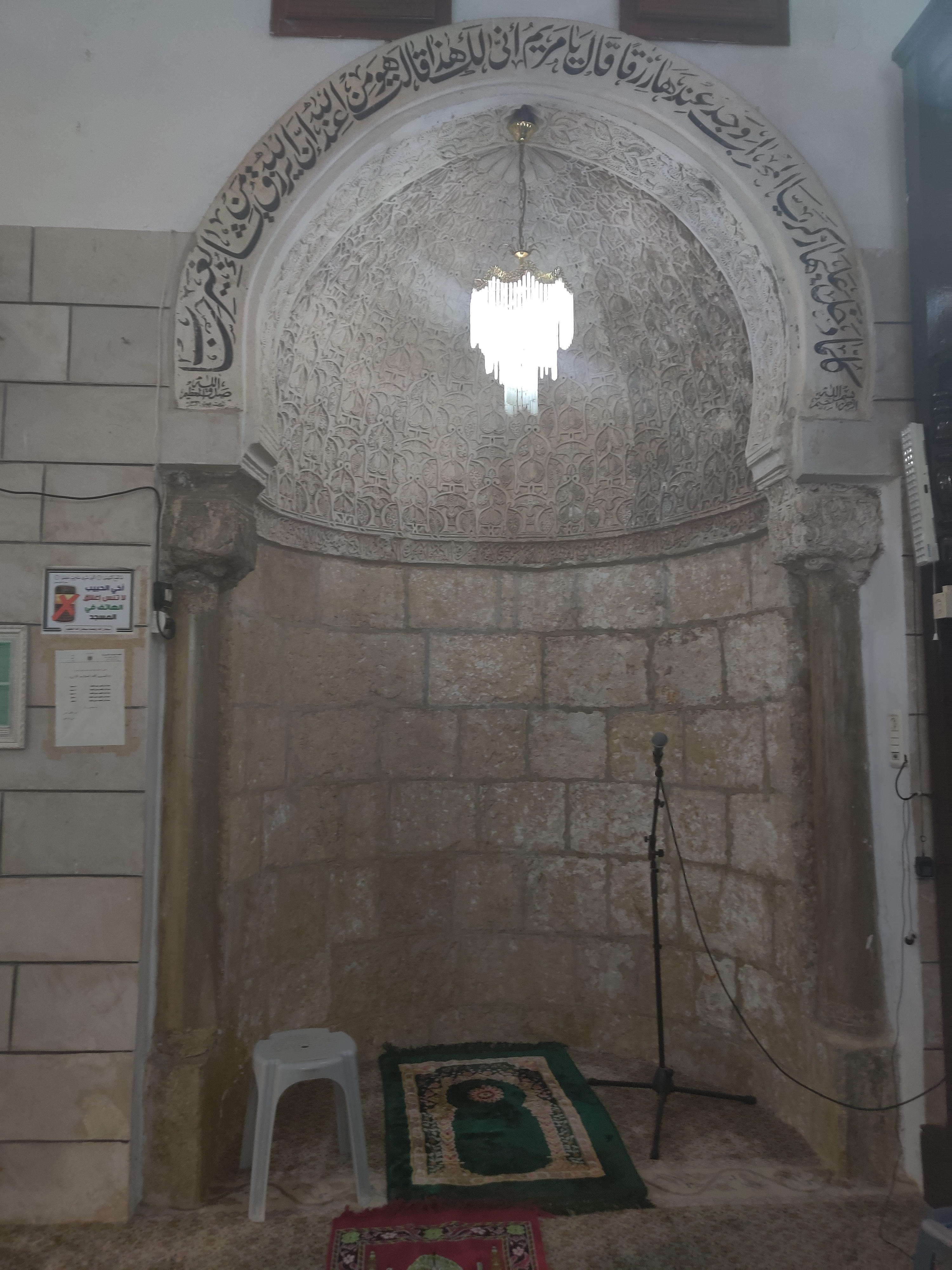
محراب جامع الخضراء في نابلس

## العمارة
تبلغ مساحة قاعة الصلاة 150 مترا مربعا، ويوجد في صحن الجامع بركة ماء، له محراب جميل، وفي ركنه الجنوبي الغربي مكان منفصل يقال أنه المكان الذي حزن فيه النبي يعقوب بن اسحاق على ولده يوسف. تبعد مئذنته مقدار ستين متراً من ناحية الشمال، وتشبه في نمطها المعماري مئذنة المسجد الأبيض في الرملة حيث أنها مربعة الشكل على غرار المآذن المغربية. زار المسجد كثير من الرحالة الأجانب والمسلمين حيث وصفوه أنه ذو مساحة كبيرة جداً ومحاط بالبساتين والأشجار الكثيفة ولهذا سمي بالخضراء لاستمرار اخضرار المنطقة حوله. في 8 نيسان 2002 دمرت الجرافات العسكرية الإسرائيلية الجدار الغربي للمسجد وكذلك المدخل وغرف تحفيظ القرآن.

### التصميم الخارجي
للمسجد مدخل من الجهة الشرقية معقود بطريقة تقليدية محلية بسيطة ومؤدي إلى ممر بعده، يعلو الممر سطح مكشوف، ويحيط به من الشمال والجنوب جدارين مجاطين ببساتين وحدائق، وفي نهاية الممر في الجهة الغربية يوجد درج حجري مؤدي إالى مدخل الساحة الشمالية، والتي يعلوها شطح مكشوف أيضاً، في الزاوية الجنوبية الشرقية للساحة يوجد مجموعة القبور الإسلامية التي تعود إلى أواخر العهد العثماني وعهد الانتداب البريطاني. في الجهة الشمالية من الساحة يوجد جدار إسمنتي يحيط به من الخلف خمسة بيوت تلتصق بمبنى المئذنة من الجهة الجنوبية و الشرقية. في الجهة الغربية من الساحة توجد أماكن الوضوء والتي بثنيت حديثاً، وفي الجهة الشالمية من المكان يوجد درج مؤدي إلى المدخل الغربي الخارجي مقابل شارع العين، ويتصف هذا المدخل بارتفاعه عن أرض الساحة المكشوفة. الجزء الشمالي من الساحة يوجد فيه الجدار الخارجي لبيت الصلاة، الذي تتميز حجارة القسم الأسفل منه بكبر حجمها ودقة تسويتها وهي تعود إلى عهد الاحتلال الإفرنجي لمدينة نابلس، أما الجزء العلوي تكون حجارته صغيرة الحجم، ويتكون الجدار من ثلالثة مداخل متناظرة في البناء والتصميم، وقوام الواحد منها عبارة عن فتحة مدخل مستطيلة الشكل يحف بها من كلا جانبيها الشرقي والغربي مكسلة حجرية صغيرة ترتفع قليلاً عن أرض المدخل، ويكون لهذه الفتحة عتب حجري مستقيم يعقبه صفين من الحجارة الصغيرة، يستند بها عقدين حجارة مدببين، ويأتي فوقها عقد زخرفي مزخرف بالزخارف الهندسية والنباتية. تكون أرض الساحة مبلطة ببلاط مصنوع من الحجر احجام متباينة، وفي وسطها بركة ماء مصنوعة من الرخام ثمانية الشكل، وتحتوي على نافورة.
وتتكون المئذنة من قاعدة مربعة يأتي بالضلع الجنوبي منها درج حجري يصل إلى جهة الشرق يؤدي إلى مدخل المئذنة الصغير، وفي أعلى الضلع الشمالي للقاعدة يوجد نقش حجري كتابي أعيد استعماله هنا يبلغ طوله 80 سم وعرضه 50 سم ويتكون من عشرة أسطر بالخط واللغة الآرامية القديمة ويتضمن عدة وصايا دينية، وأعلى القاعدة يوجد أربع أقسام تشكل تكوين المئذنة المربع الشكل ينفصل كل واحد عن الأخر بإفريز معماري. يوجد فوق هذه الاقسام شرفه حجرية في وسطها قبة صغيرة، ويوجد نافذة صغيرة مستطيلة بعقدين مقوصين مزدوجين في كل ضلع من أضلاع الاقسام الأربعة.

### التصميم الداخلي
بيت الصلاة من الداخل يكون مستطيل التخطيط وممتد من الشرق إلى الغرب، المحراب موجود في الجدار الجنوبي من داخل المسجد، وتمت زخرفته بآيات مزن القرآن الكريم وبجواره من الغرب يوجد محراب مصنوع من الخشب. في الجهة الشرقية من الداخل يوجد نافذتان، ومن الجهة الغربية يوجد غرفة صغيرة ذات سقف واطئ بارتفاع 2 متر تقريباً. لا يوجد الجامع أي عمود أو دعامة حجرية،ويتكون السقف من ثلاث وحدات من العقود المتقاطعة البارزة وتستند أرجل العقود الحجرية المتقاطعة على الأركان الأربعة من بيت الصلاة.

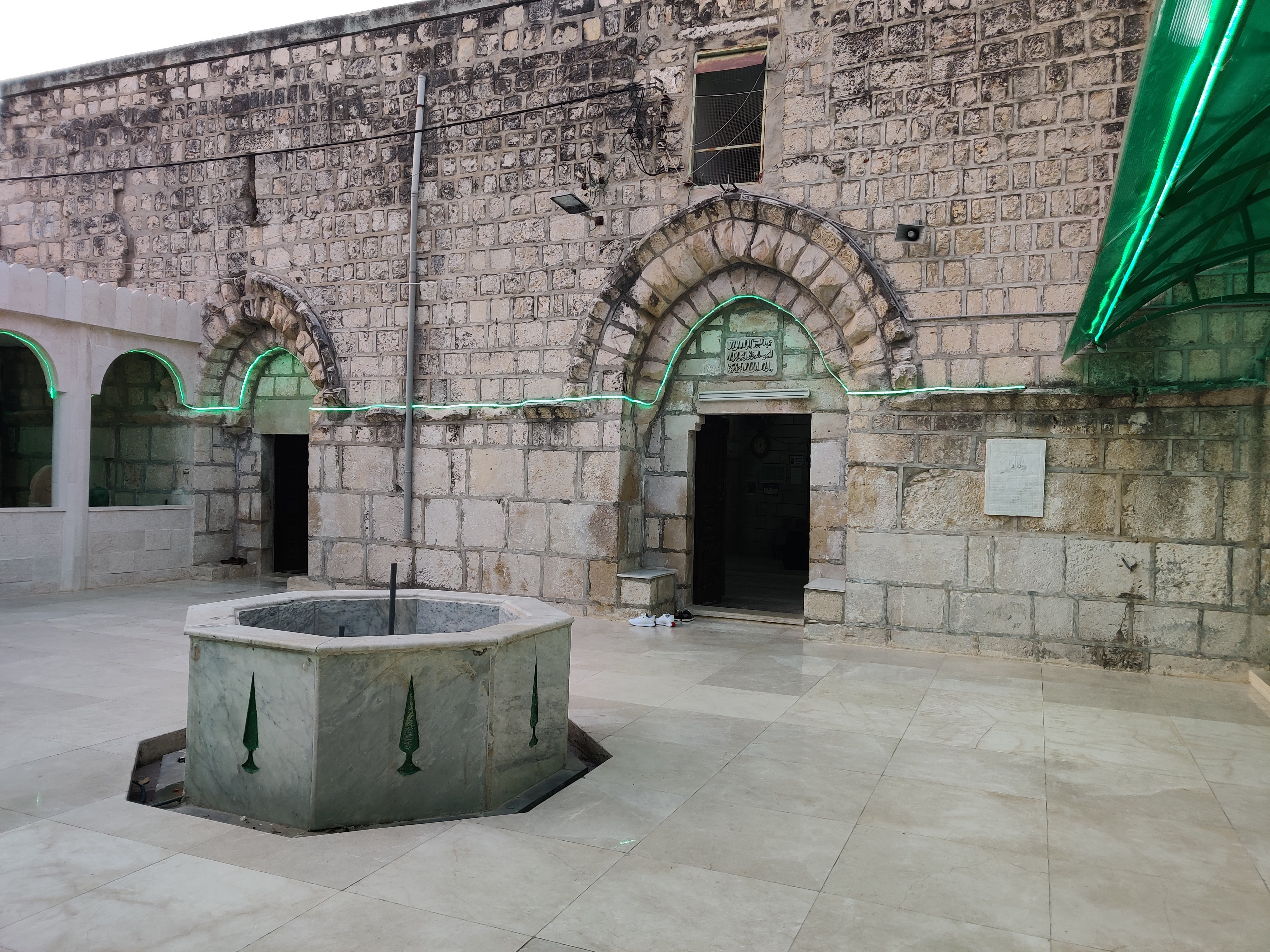
صحن جامع الخضراء في نابلس